# 木村磐根
木村 磐根（きむら いわね、1932年12月25日 - 2019年12月3日）は、日本の宇宙物理学者・電気工学者。京都大学名誉教授・工学博士、大阪工業大学名誉教授。元スタンフォード大学電波科学研究所研究員。木村毅一の長男。瑞宝中綬章受章。
文部省宇宙科学研究所元運営協議員。NASDA宇宙空間利用研究委員会元委員。地球電磁気・地球惑星圏学会元会長。日本地球惑星科学連合 (JpGU) フェロー。応用科学研究所副理事長。
専門は、宇宙物理学、電波工学・通信工学。

## 略歴
- 1955年 - 京都大学工学部電気工学科卒業（同期には、情報制御工学者で計測自動制御学会会長およびシステム制御情報学会副会長を務めた西川禕一がいる）
- 1957年 - 京都大学大学院工学研究科修士課程修了
- 1960年 - 京都大学工学部助手
- 1961年 - 工学博士（京都大学）
- 1962年 - 京都大学工学部助教授
- 1964年 - スタンフォード大学電波科学研究所研究員
- 1971年 - 京都大学工学部教授
- 1981年 - 文部省宇宙科学研究所併任教授
- 1983年 - 国立極地研究所併任教授
- 1987年 - 地球電磁気・地球惑星圏学会会長
- 1996年 - 京都大学名誉教授、大阪工業大学情報科学部教授
- 1999年 - 大阪工業大学情報科学部長
- 2000年 - 大阪工業大学大学院情報科学研究科長
- 2005年 - 大阪工業大学名誉教授
- 2012年 - 瑞宝中綬章を受章[3]

## 主な研究
- 宇宙科学観測のための超高速ネットワークに関する研究開発[4]
- 衛星通信におけるアンテナ・伝搬技術の研究
- あけぼの衛星電波観測による磁気圏内プラズマ分布構造の研究
- ワイヤレスネットワークの構成法に関する研究
- VLFホイッスラー波動現象分散値のHough法による自動認識の研究[5]

主な受賞は、日本地球惑星科学連合 (JpGU) フェロー（同学会黎明期の多大な貢献および超高層物理学、特にプラズマ波動の伝搬特性研究に関して顕著な貢献）。地球電磁気・地球惑星圏学会田中舘賞 (1961)、長谷川・永田賞 (1996)、電子情報通信学会稲田学術奨励賞 (1958)・功労賞 (1999)。主な著書は、通信工学概論（オーム社1998）、光・無線通信システム（オーム社1998）など。